# Kirchdorf in Tirol
Kirchdorf in Tirol – gmina w Austrii, w kraju związkowym Tyrol, w powiecie Kitzbühel. Liczy 3889 mieszkańców (1 stycznia 2015).